# Maria Anna von Kottulinsky
Maria Anna von Kottulinsky (12 dicembre 1707 – Vienna, 6 febbraio 1788) è stata principessa consorte del Liechtenstein dal 1729 al 1732, come moglie del principe Giuseppe Giovanni Adamo.

## Biografia
La contessa Maria Anna nacque nel 1707 dai conti Franz Karl I (1674-1748) e Maria Antonia von Rottal (1687-1761); aveva cinque fratelli.
Il 22 agosto 1729 sposò il principe Giuseppe Giovanni Adamo del Liechtenstein, diventando la sua quarta moglie. In una lettera scritta al cognato Federico Augusto di Harrach-Rohrau, fu descritta dal sovrano come una donna "dotata di una grande bellezza e merito".
Ebbero due figli che però morirono in tenera età e, rimasta vedova tre anni dopo le nozze, si risposò il 10 ottobre del 1740 a Vienna con il diplomatico Ludwig Ferdinand von Schulenburg-Oeynhausen, col quale ebbe altri due figli. Nel 1769 acquistò i territori di Oberwaltersdorf e Tribuswinkel, in Bassa Austria, e istituì un fedecommesso.
Morì il 6 febbraio 1788 a Vienna e fu tumulata nella chiesa parrocchiale di Mariabrunn.

## Discendenza
Maria Anna von Kottulinsky e Giuseppe Giovanni Adamo del Liechtenstein ebbero un figlio e una figlia:
- Principe Antonio Tommaso Giuseppe (1730-1731?);
- Principessa Maria Anna Giuseppa (1733-1734).

Con il secondo marito Ludwig Ferdinand von Schulenburg-Oeynhausen ebbe un figlio e una figlia:
- Ferdinand Ludwig;
- Maria Antoinette (18 maggio 1747 - Vienna, 10 agosto 1812), dama dell'Ordine della Croce stellata, si sposò prima con il conte Franz de Paula Joseph zu Daun e in seguito con il conte August Anton von Attems zu Attimis.

## Ascendenza
|                                              |                         |                                          | Genitori                        |  |  | Nonni |  |  | Bisnonni                       |  |  | Trisnonni                          |  |
|                                              |                         |                                          |                                 |  |  |       |  |  | Johann Kottulinsky von Kotulin |  |  | Friedrich Kottulinsky von Kottulin |  |
|                                              |                         |                                          |                                 |  |  |       |  |  | Johann Kottulinsky von Kotulin |  |  | Friedrich Kottulinsky von Kottulin |  |
|                                              |                         | Dorothea Porembska von Groß-Poruba       |                                 |  |  |       |  |  | Johann Kottulinsky von Kotulin |  |  |                                    |  |
| Christoph Ferdinand Kottulinsky von Kottulin |                         |                                          |                                 |  |  |       |  |  | Johann Kottulinsky von Kotulin |  |  |                                    |  |
|                                              |                         | Anna Borinie von Lhotta                  | ...                             |  |  |       |  |  |                                |  |  |                                    |  |
|                                              |                         | Anna Borinie von Lhotta                  | ...                             |  |  |       |  |  |                                |  |  |                                    |  |
|                                              |                         | Anna Borinie von Lhotta                  | ...                             |  |  |       |  |  |                                |  |  |                                    |  |
| Franz Karl I von Kottulinsky                 |                         | Anna Borinie von Lhotta                  |                                 |  |  |       |  |  |                                |  |  |                                    |  |
|                                              |                         | Georg Dietrich Grodziecky de Grodziecauf | ...                             |  |  |       |  |  |                                |  |  |                                    |  |
|                                              |                         | Georg Dietrich Grodziecky de Grodziecauf | ...                             |  |  |       |  |  |                                |  |  |                                    |  |
|                                              |                         | Georg Dietrich Grodziecky de Grodziecauf | ...                             |  |  |       |  |  |                                |  |  |                                    |  |
| Magdalena Angelina Grodziecky de Grodziecauf |                         | Georg Dietrich Grodziecky de Grodziecauf |                                 |  |  |       |  |  |                                |  |  |                                    |  |
|                                              |                         | Johanna Ursula Zaruba von Hstirzan       | ...                             |  |  |       |  |  |                                |  |  |                                    |  |
|                                              |                         | Johanna Ursula Zaruba von Hstirzan       | ...                             |  |  |       |  |  |                                |  |  |                                    |  |
|                                              |                         | Johanna Ursula Zaruba von Hstirzan       | ...                             |  |  |       |  |  |                                |  |  |                                    |  |
| Maria Anna von Kottulinsky                   |                         | Johanna Ursula Zaruba von Hstirzan       |                                 |  |  |       |  |  |                                |  |  |                                    |  |
|                                              | Georg Julius von Rottal | Georg Christian von Rottal               |                                 |  |  |       |  |  |                                |  |  |                                    |  |
|                                              | Georg Julius von Rottal | Georg Christian von Rottal               |                                 |  |  |       |  |  |                                |  |  |                                    |  |
|                                              | Georg Julius von Rottal | Maria Magdalena von Teuffenbach          |                                 |  |  |       |  |  |                                |  |  |                                    |  |
| Johann Christoph von Rottal                  | Georg Julius von Rottal |                                          |                                 |  |  |       |  |  |                                |  |  |                                    |  |
|                                              |                         | Eleonore Galler von Schwamberg           | Balthasar Galler von Schwamberg |  |  |       |  |  |                                |  |  |                                    |  |
|                                              |                         | Eleonore Galler von Schwamberg           | Balthasar Galler von Schwamberg |  |  |       |  |  |                                |  |  |                                    |  |
|                                              |                         | Eleonore Galler von Schwamberg           | Felicitas von Holtzapfel        |  |  |       |  |  |                                |  |  |                                    |  |
| Maria Antonia von Rottal                     |                         | Eleonore Galler von Schwamberg           |                                 |  |  |       |  |  |                                |  |  |                                    |  |
|                                              |                         | Georg Adam von Kuefstein                 | Hans Jakob von Kuefstein        |  |  |       |  |  |                                |  |  |                                    |  |
|                                              |                         | Georg Adam von Kuefstein                 | Hans Jakob von Kuefstein        |  |  |       |  |  |                                |  |  |                                    |  |
|                                              |                         | Georg Adam von Kuefstein                 | Klara von Puechheim             |  |  |       |  |  |                                |  |  |                                    |  |
| Maria Susanna von Kuefstein                  |                         | Georg Adam von Kuefstein                 |                                 |  |  |       |  |  |                                |  |  |                                    |  |
|                                              |                         | Eva Christine von Neuhaus                | Georg Gundacker von Neuhaus     |  |  |       |  |  |                                |  |  |                                    |  |
|                                              |                         | Eva Christine von Neuhaus                | Georg Gundacker von Neuhaus     |  |  |       |  |  |                                |  |  |                                    |  |
|                                              |                         | Eva Christine von Neuhaus                | Scholastika von Hoheneck        |  |  |       |  |  |                                |  |  |                                    |  |
|                                              |                         | Eva Christine von Neuhaus                |                                 |  |  |       |  |  |                                |  |  |                                    |  |